# Preacher (sèrie de televisió)
Preacher és una sèrie de televisió desenvolupada per Sam Catlin, Evan Goldberg, i Seth Rogen per al canal estatunidenc AMC i protagonitzada per Dominic Cooper, Joseph Gilgun i Ruth Negga. Es tracta d'una adaptació del còmic "Preacher" creat pel guionista Garth Ennis i el dibuixant Steve Dillon, i publicat pel segell editorial Vertigo de DC Comics.
La sèrie fou encarregada el 9 de setembre de 2015 amb un seguit de 10 episodis, el primer dels quals s'estrenà el 22 de maig de 2016. El 29 de juny de 2016, l'AMC va renovar-ne una segona temporada amb 13 episodis, la qual es va estrenar el 25 de juny de 2017

## Argument
La sèrie gira al voltant de Jesse Custer, un predicador del poble d'Annville que està en conflicte amb ell mateix quan per l'atzar queda fusionat amb una poderosa criatura que ha fugit del cel. Juntament amb la seva antiga parella, Tulip O'Hare, i un vampir irlandès anomenat Cassidy descobreixen que Déu ha desaparegut del Cel, pel que s'embarquen en un viatge per trobar-lo. Pel camí aniran trobant diversos personatges com el despietat assassí conegut com el Sant dels Assassins que els persegueix o la supersecreta organització El Grial.

## Repartiment

### Principal
- Dominic Cooper com Jesse Custer, un predicador de ciutat petita amb un passat criminal i un poder sobrenatural que li permet controlar la voluntat de la gent dient-lis el que vol que facin.[4]
- Joseph Gilgun com Cassidy, un vampir amorós que s'enorgulleix d'unir-se a Jesse en la seva recerca de Déu.[5]
- Ruth Negga com Tulip O'Hare, la volàtil i criminal companya d'en Jesse.[6]
- Lucy Griffiths com Emily Woodrow, una mare soltera, cambrera, organista de l'església, comptable, i la lleial mà dreta d'en Jesse[7] (temporada 1).
- W. Earl Brown com el sheriff Hugo Root, la llei a Annville[8] (temporada 1 i convidat a la 2).
- Ian Colletti com Eugene Root, el feligrès més fidel d'en Jesse i fill del sheriff d'Annville.
- Tom Brooke com Fiore, un dels dos àngels d'Adephi encarregats de vigilar la criatura mig dimoni mig àngel anomenada Gènesis (temporada 1 i convidat a la 2)
- Anatol Yusef com DeBlanc, l'antre àngel encarregat de vigilar a Gènesis (temporada 1)
- Graham McTavish com el sant dels assassins, una imparable i sobrenatural màquina de matar convocada des de l'infern per destruir a en Jesse.
- Pip Torrens com Herr Starr, membre de la poderosa i supersecreta organització "El Grial" (temporada 2)
- Noah Taylor com Adolf Hitler (temporada 2)

### Secundari
- Jackie Earle Haley com Odin Quincannon, amo de l'escorxador de bestiar Quincannon Meat & Power amb seu a Annville.[9] L'episodi pilot original va comptar amb Elizabeth Perkins com a Vyla Quincannon, una versió femenina del personatge, però els guionistes finalment van optar per fer-ne un personatge masculí com en el còmic (temporada 1)
- Ricky Mabe com Miles Person, batlle d'Annville (temporada 1)
- Jamie Anne Allman com Betsy Schenck, una dona massoquista que és regularment pegada pel seu marit, Donnie (temporada 1)[10]
- Nathan Darrow com John Custer, el pare d'en Jesse Custer (temporada 1)
- Julie Ann Emery com Lara Featherstone, una de les millors agents de l'organització "El Grial" (temporada 2)[11]
- Malcolm Barrett com Hoover', un dels millors agents del Grial. (temporada 2)
- Ronald Guttman com Denis, el fill d'en Cassidy que viu a Nova Orleans (temporada 2)
- Justin Prentice com Tyler, un dels presoner de l'Infern (temporada 2)
- Amy Hill com Ms. Mannering, guardiana de l'Infern (temporada 2)

## Episodis

### Temporada 1
| Núm. d'història | Episodi | Títol                   | Director/a                 | Guionistes                                                          | Data d'estrena als EUA | Nombre d'espectadors als EUA |
| --------------- | ------- | ----------------------- | -------------------------- | ------------------------------------------------------------------- | ---------------------- | ---------------------------- |
| 1               | 1       | "Pilot"                 | Seth Rogen i Evan Goldberg | Trama: Seth Rogen, Evan Goldberg, Sam Catlin Adaptació : Sam Catlin | 22 de maig de 2016     | 2,38 milions                 |
|                 |         |                         |                            |                                                                     |                        |                              |
| 2               | 2       | "See"                   | Seth Rogen i Evan Goldberg | Sam Catlin                                                          | 5 de juny de 2016      | 2,08 milions                 |
|                 |         |                         |                            |                                                                     |                        |                              |
| 3               | 3       | "The Possibilities"     | Scott Winant               | Chris Kelley                                                        | 12 de juny de 2016     | 1,75 milions                 |
|                 |         |                         |                            |                                                                     |                        |                              |
| 4               | 4       | "Monster Swamp"         | Craig Zisk                 | Sara Goodman                                                        | 9 de juny de 2016      | 1,14 milions                 |
|                 |         |                         |                            |                                                                     |                        |                              |
| 5               | 5       | "South Will Rise Again" | Michael Slovis             | Craig Rosenberg                                                     | 26 de juny de 2016     | 1,43 milions                 |
|                 |         |                         |                            |                                                                     |                        |                              |
| 6               | 6       | "Sundowner"             | Guillermo Navarro          | Nick Towne                                                          | 3 de juliol de 2016    | 1,49 milions                 |
|                 |         |                         |                            |                                                                     |                        |                              |
| 7               | 7       | "He Gone"               | Michael Morris             | Mary Laws                                                           | 10 de juliol de 2016   | 1,55 milions                 |
|                 |         |                         |                            |                                                                     |                        |                              |
| 8               | 8       | "El Valero"             | Kate Dennis                | Olivia Dufault                                                      | 17 de juliol de 2016   | 1,65 milions                 |
|                 |         |                         |                            |                                                                     |                        |                              |
| 9               | 9       | "Finish the Song"       | Michael Slovis             | Craig Rosenberg                                                     | 24 de juliol de 2016   | 1,57 milions                 |
|                 |         |                         |                            |                                                                     |                        |                              |
| 10              | 10      | "Call and Response"     | Sam Catlin                 | Sam Catlin                                                          | 31 de juliol de 2016   | 1,72 milions                 |
|                 |         |                         |                            |                                                                     |                        |                              |

### Temporada 2
| Núm. d'història | Episodi | Títol                 | Director/a                 | Guionistes                  | Data d'estrena als EUA | Nombre d'espectadors als EUA |
| --------------- | ------- | --------------------- | -------------------------- | --------------------------- | ---------------------- | ---------------------------- |
| 11              | 1       | "On the Road"         | Seth Rogen i Evan Goldberg | Sam Catlin                  | 25 de juny de 2017     | 1,69 milions                 |
|                 |         |                       |                            |                             |                        |                              |
| 12              | 2       | "Mumbai Sky Tower"    | Seth Rogen i Evan Goldberg | Sam Catlin                  | 26 de juny de 2017     | 1,35 milions                 |
|                 |         |                       |                            |                             |                        |                              |
| 13              | 3       | "Damsels"             | Michael Slovis             | Sara Goodman                | 3 de juliol de 2017    | 1,11 milions                 |
|                 |         |                       |                            |                             |                        |                              |
| 14              | 4       | "Viktor"              | Michael Slovis             | Craig Rosenberg             | 10 de juliol de 2017   | 1,19 milions                 |
|                 |         |                       |                            |                             |                        |                              |
| 15              | 5       | "Dallas"              | Michael Morris             | Philip Buiser               | 17 de juliol de 2017   | 1,27 milions                 |
|                 |         |                       |                            |                             |                        |                              |
| 16              | 6       | "Sokosha"             | David Evans                | Mary Laws                   | 24 de juliol de 2017   | 1,19 milions                 |
|                 |         |                       |                            |                             |                        |                              |
| 17              | 7       | "Pig"                 | Wayne Yip                  | Olivia Dufault              | 31 de juliol de 2017   | 1,25 milions                 |
|                 |         |                       |                            |                             |                        |                              |
| 18              | 8       | "Holes"               | Maja Vrvilo                | Mark Stegemann              | 7 d'agost de 2017      | 1,15 milions                 |
|                 |         |                       |                            |                             |                        |                              |
| 19              | 9       | "Puzzle Piece"        | Michael Dowse              | Craig Rosenberg             | 14 d'agost de 2017     | 0,99 milions                 |
|                 |         |                       |                            |                             |                        |                              |
| 20              | 10      | "Dirty Little Secret" | Steph Green                | Mary Laws                   | 21 d'agost de 2017     | 1,03 milions                 |
|                 |         |                       |                            |                             |                        |                              |
| 21              | 11      | "Backdoors"           | Norberto Barba             | Sara Goodman                | 28 d'de agost 2017     | 0,90 milions                 |
|                 |         |                       |                            |                             |                        |                              |
| 22              | 12      | "On Your Knees"       | Michael Slovis             | Sam Catlin i Rachel Wagnern | 4 de setembre de 2017  | 1,10 milions                 |
|                 |         |                       |                            |                             |                        |                              |
| 23              | 13      | "The End of the Road" | Wayne Yip                  | Sam Catlin                  | 11 de setembre de 2017 | 0,97 milions                 |
|                 |         |                       |                            |                             |                        |                              |

## Premis i nominacions
| Any  | Premi                                            | Categoria                                             | Nominació | Resultat | Ref    |
| ---- | ------------------------------------------------ | ----------------------------------------------------- | --- | -------- | ------ |
| 2016 | Premis Hollywood Post Alliance                   | Outstanding Sound - Television                        | Richard Yawn, Mark Linden, Tara Paul | Nominat  | [ 35 ] |
| 2017 | Premis de la Societat Americana de Cinematògrafs | Sèrie regular per a la televisió comercial            | John Grillo | Nominat  | [ 36 ] |
| 2017 | Premis Art Directors Guild                       | One Hour Contemporary Single-Camera Television Series | David Blass, Mark Zuelzke, Kirsten Oglesby, Derek Jensen, Gregory G. Sandoval, Taura C.C. Rivera, Tyler Standen, Brandon Arrington, Amy Lynn Umezu, Edward McLoughlin | Nominat  | [ 37 ] |
| 2017 | Premis Saturn                                    | Millor sèrie televisiva de fantasia                   | Preacher | Nominat  | [ 38 ] |